# Achieng Ajulu-Bushell
Rebecca Achieng Ajulu-Bushell, née le 22 mars 1994 à Warrington, est une nageuse kényane et britannique, ayant concouru sous les couleurs des deux pays au niveau international, puis une réalisatrice de documentaire.

## Carrière
Achieng Ajulu-Bushell est médaillée d'or du 50 mètres brasse et du 100 mètres brasse, médaillée d'argent du 50 mètres nage libre et médaillée de bronze du 100 mètres nage libre et du relais 4 x 100 mètres nage libre aux Championnats d'Afrique de natation 2008 à Johannesbourg.
En 2010, elle change de nationalité sportive devenant la première nageuse noire de l'équipe de natation britannique ; elle participe notamment aux Championnats d'Europe de natation 2010 à Budapest.
En 2012, elle annonce mettre un terme à sa carrière, préférant se consacrer à ses études et démotivée par le monde du haut niveau.
Elle suit des études d'art à l'université d'Oxford avant de devenir entraîneur de natation, et se lance dans la réalisation de documentaires ayant pour thèmes les problèmes raciaux.